# Galona serena
Galona serena är en fjärilsart som beskrevs av Karsch 1895. Galona serena ingår i släktet Galona och familjen tandspinnare. Inga underarter finns listade i Catalogue of Life.